# بالاچاندرا نماد
بالاچاندرا نماد شاعر، نویسندهٔ زبان مرآتی، منتقد و اندیشمند اهل مهاراشترا هند است.

## زندگی
او در سال ۱۹۳۸ در روستای شانگاوی در مهاراشترا به دنیا آمد.